# Komnénosz Mária magyar királyné
Komnena Mária (1144–1190) a Komnénosz-házból származó bizánci hercegnő, IV. István magyar király feleségeként Magyarország királynéja 1163 és 1165 között.

## Élete
Apja Komnenosz Izsák bizánci herceg, II. Ióannész bizánci császár és Árpád-házi Piroska magyar hercegnő fia, anyja Theodora Kamaterina. Rövid ideig I. Frigyes német-római császár jegyese volt, majd nagybátyja, I. Mánuel bizánci császár 1158 körül rokonához, István magyar herceghez adta feleségül, aki a bátyja, II. Géza elleni sikertelen összeesküvés miatt menekült a a bizánci udvarba. II. Géza halála után, 1162-ben férje Mánuel támogatásával trónkövetelőként lépett fel a kiskorú III. Istvánnal szemben, bizánci házassága miatt azonban olyannyira népszerűtlen volt a magyar előkelők körében, hogy helyette öccsét, Mária sógorát, László herceget koronázták meg. István megkapta az ország egyharmadára kiterjedő dukátus feletti uralmat, majd László halála után, 1163 januárjában a kalocsai érsekkel megkoronáztatta magát. A rendkívül népszerűtlen ellenkirály már 1163 júniusában vereséget szenvedett és III. István fogságába került. Szabadon engedték, de trónigényéről továbbra sem volt hajlandó lemondani. Újra Mánuelhez fordult, aki 1164-ben a Szerémséget engedte át Istvánnak. Egy évvel később a magyarok által ostromlott Zimony várában saját hívei mérgezték meg. Halála után Mária királyné Konstantinápolyba tért vissza. Házasságuk gyermektelen maradt. 

## Külső hivatkozások
- Magyar életrajzi lexikon